# E842 (trasa europejska)
E842 – trasa europejska biegnąca przez Włochy. Zaliczana do tras kategorii B droga łączy Neapol z Cerignolą. Symbolem E842 oznaczona jest autostrada A16.

## Przebieg trasy
- Neapol E45
- Nola E841
- Avellino E841
- Cerignola